# K'inich Kan Bahlam III
K'inich Kan Bahlam III (fl. 751) fu uno dei re maya di Palenque.
Regnò nel 751, ma poiché la sua parentesi al potere non viene menzionata da alcun monumento a Palenque e soltanto da un piccolo stralcio tratto da un'iscrizione realizzata a Pomona (nel moderno Messico) si desume che fu deposto dopo poco tempo.